# Pablo Díaz Stalla
Pablo Javier Díaz Stalla (Buenos Aires, 5 de agosto de 1971), conocido como Pablo Díaz o simplemente Pablo, es un exfutbolista español nacido en Argentina. Jugaba como defensa y dividió su carrera deportiva entre el Real Sporting de Gijón y el Real Zaragoza.

## Trayectoria
De madre argentina y padre español, se trasladó a vivir a Pechón, en Cantabria, cuando contaba con tres años de edad. Comenzó a jugar al fútbol en los equipos infantiles del C. D. Llanes hasta que ingresó en la Escuela de fútbol de Mareo en categoría juvenil. Debutó en Primera División con el Real Sporting de Gijón en la temporada 1990-91. Tras el descenso a Segunda División en la campaña 1997-98, fichó por el Real Zaragoza. Con el conjunto maño disputó seis campañas y se proclamó campeón de la Copa del Rey en las temporadas 2000-01 y 2003-04. Se retiró de los terrenos de juego en 2004.
En la actualidad regenta el camping Las Arenas en la localidad de Pechón, en Cantabria. Además, colabora con la web leonsepia.com donde realiza el análisis postpartido de los encuentros del Real Zaragoza en la sección denominada "Tribuna Fondo Norte".

## Selección nacional
Fue internacional con España en las categorías sub-19 —con la que se proclamó campeón de la Copa del Atlántico en 1991—, y sub-21.

## Clubes
| Club                       | País   | Año       |
| -------------------------- | ------ | --------- |
| Real Sporting de Gijón "B" | España | 1988-1990 |
| Real Sporting de Gijón     | España | 1990-1998 |
| Real Zaragoza              | España | 1998-2004 |

## Palmarés

### Campeonatos nacionales
| Título       | Club          | País   | Año  |
| ------------ | ------------- | ------ | ---- |
| Copa del Rey | Real Zaragoza | España | 2001 |
| Copa del Rey | Real Zaragoza | España | 2004 |